# Adelaide Boddam-Whetham
Adelaide Boddam-Whetham, född 9 december 1860, död 20 september 1954, var en brittisk bågskytt. Hon deltog vid olympiska sommarspelen 1908.